# 宁波府城隍庙
29°52′11.06″N 121°32′43.86″E / 29.8697389°N 121.5455167°E
宁波府城隍庙又名郡庙，民间俗称老城隍庙，供奉城隍为纪信，是浙江省宁波市一处城隍庙，是中国规模最大的城隍庙之一。城隍庙位于海曙区县学街东端，历史可追溯至后梁朝及明朝的帝师殿。1371年迁至现址，洪武十四年随明州府更名宁波府而定名宁波府城隍庙。目前的一些下半部分城隍庙建筑为近代重建。1981年，城隍庙成为宁波市文物保护单位。1984年城隍庙维修后，曾一度开辟为商场和食肆，2020年经维修后再度作为城隍文化展示建筑对外开放。

## 历史

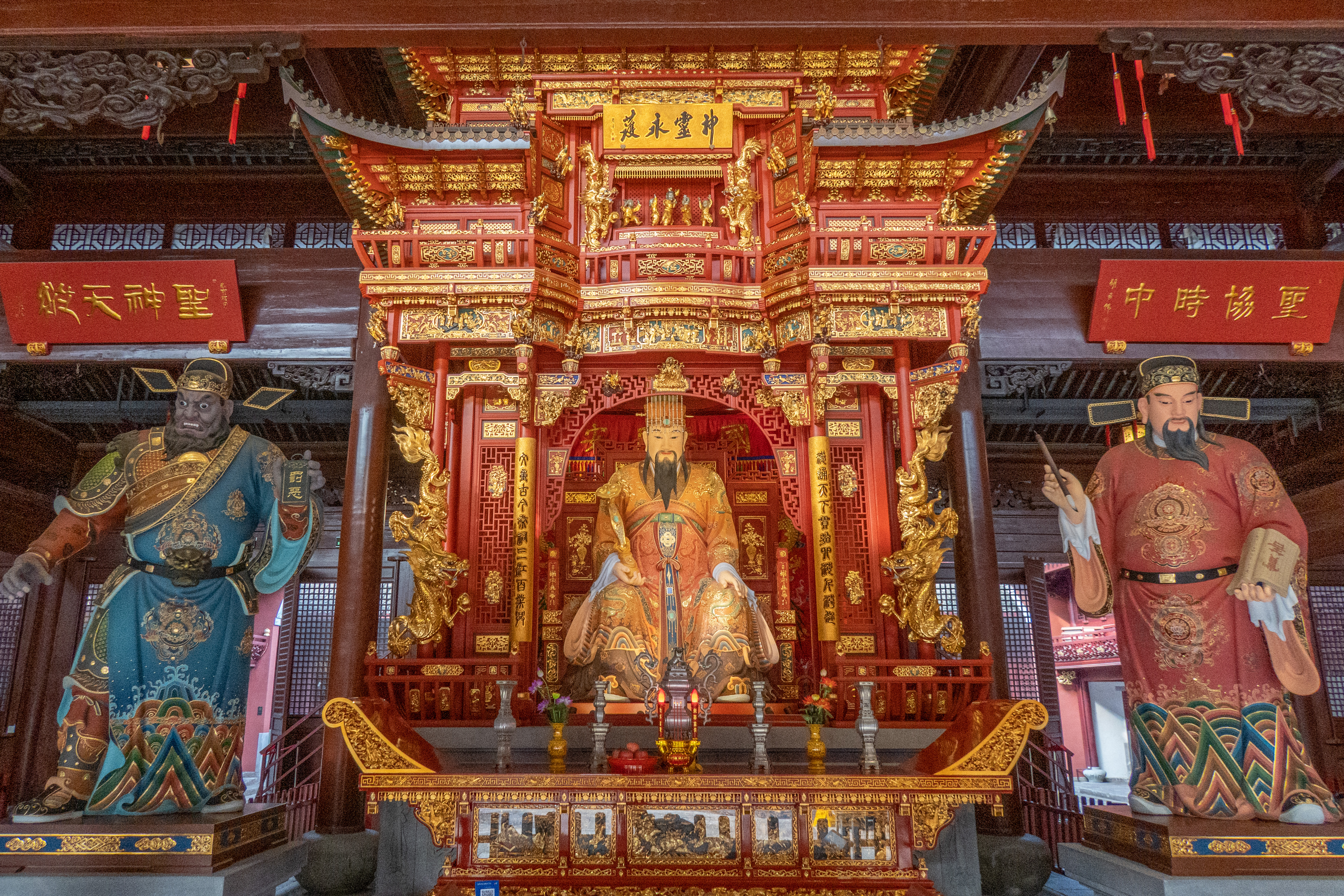
宁波府城隍庙中的城隍纪信雕像

宁波府城隍庙的历史可以追溯至后梁贞明二年（公元916年）。当年的明州郡守沈承业在子城西南建立宁波最早的城隍庙。至少从宋代开始，明州即供奉纪信为城隍。1216年，朝廷赐明州城隍庙“灵佑”匾额，城隍庙地位进一步提高。明洪武四年（公元1371年），城隍庙一部分原址焚毁，时明州知府张琪以位于握兰坊的庙帝师殿旧址为新址建设和修理城隍庙，即为现在城隍庙所在的位置。这一迁建举动也使得城隍庙周边成为繁华之所。明洪武十四年（1381年），明州府更名为宁波府，城隍庙也随之更名为宁波府城隍庙。。1693年至1710年，宁波府城隍庙遭受两次严重火灾，此后“因陋就简，弗甚庄严”，直至1727年，在宁波知府孙诏的支持下，城隍庙大修，奠定了目前的规模和形制。虽再次历经光绪十年的大火，但规模和形制仍未改变。1964年，在“反迷信”浪潮中，城隍庙供奉的城隍塑像被砸毁，城隍庙被改造成“科学宫”并在此后的20世纪70年代成为一座医疗工厂。1984年，城隍庙得到维修并再度开放，成为城隍庙商场，此后城隍庙步行街等商业设施纷纷建立。2013年8月，宁波府城隍庙小吃城关闭，同时开始维修，并恢复庙宇功能，形成民俗文化旅游场所。改建工程于2018年10月正式动工，2020年6月27日对外开放。

## 建筑

宁波府城隍庙位置及平面图

宁波府城隍庙中轴线自南向北由照壁、大门、仪门、戏台、大殿、后台组成，两侧设有东西偏殿和左右厢房，占地面积约4700平方米，建筑面积约4200平方米。建筑体现了清代官式建筑的特点，也结合了大量浙东地区的建筑特色。

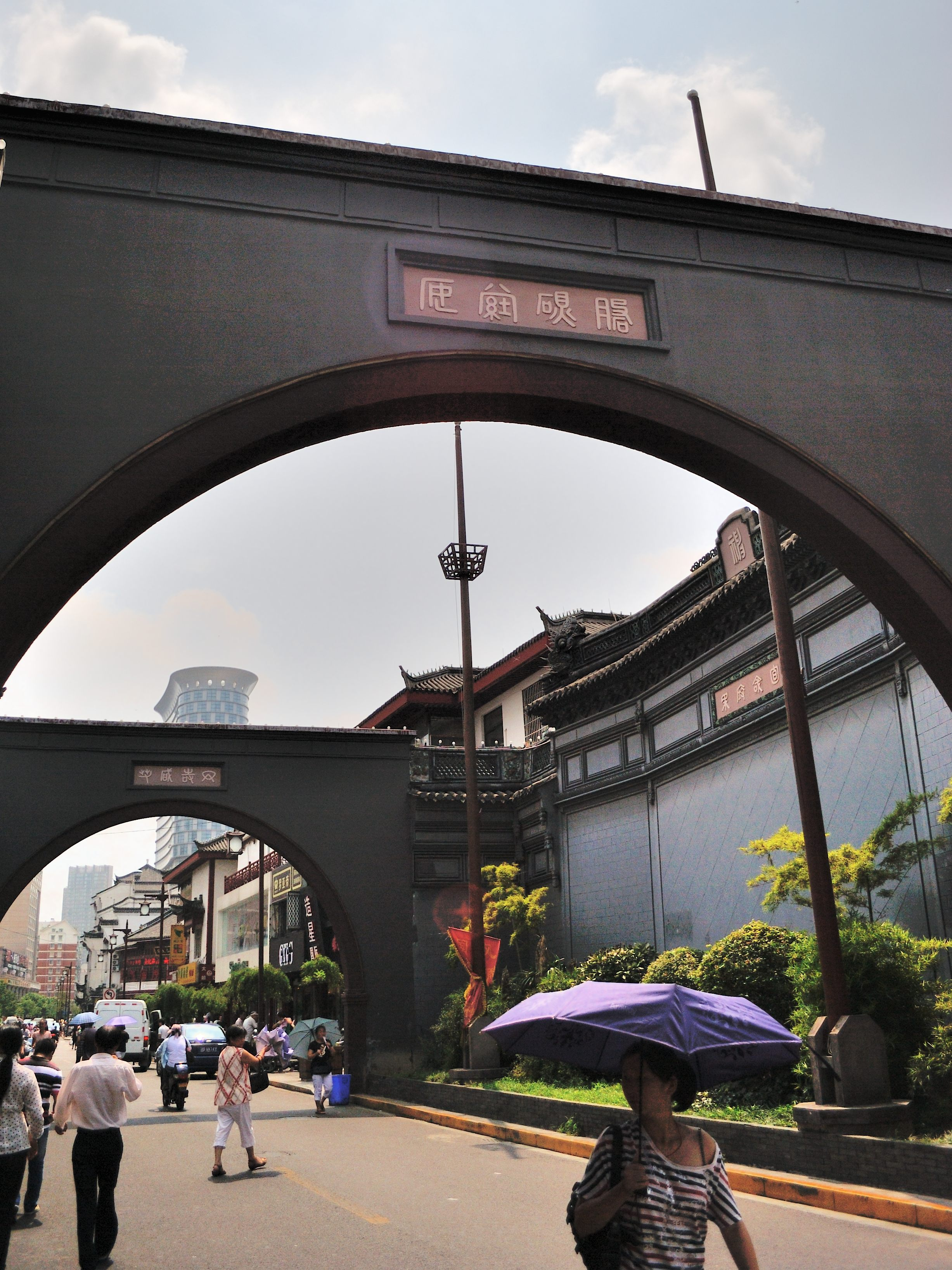
宁波府城隍庙拱门和照壁

### 照壁
宁波府城隍庙最南端的建筑为照壁。照壁为檐台式建筑，宽约18米，高过7米，为浙江省内少见，超过佛教居士林和秦氏支祠。照壁为水磨青砖砌成，上部为青砖仿木斗拱，通体设有蝙蝠、佛手、石榴、寿桃等蕴含福寿喜庆的砖雕图案。照壁通过东西两道风火墙与主体建筑相连，并设置跨街的巨大拱门。
宁波府城隍庙共有二十一个大篆阳刻字。照壁正中为“神”字，意为神灵在上，警示古时地方官神明在上，须为民做主。“神”字下方为“固国度民”四字，意为国泰民安。东西照壁风火墙顶部两侧则分别有“金汤永固”、“四时咸若”、“磐石常安”、“百渚不警”四组文字，与“固国度民”四字相呼应。
城隍庙照壁及其风火墙别具一格，为宁波的代表建筑之一。

### 正门
宁波府城隍庙正门位于照壁北侧，由三道朱漆实榻大门组成。门外设三重如意斗拱，将门檐托出两米有余。斗拱由钭向互交网格所组成，称为花拱，为浙东建筑特有的兴致，且目前已较为罕见。门前原有石狮一对，后不知去向，目前石狮为南门外原“康将军庙”石狮。中门正上方为“宁波府城隍庙”匾，为民国书法家钱罕所书，文革时因保护而免遭破坏，后重修时重新放置并施以金饰。门楣及两侧墙上有大量的砖雕、木雕、石雕。两侧砖墙上“喜上眉梢”、“蝴蝶恋花”等砖雕，寓意吉祥富贵。左右大门设有云龙和双狮戏珠木雕，为木雕中的精品。正门内为门厅，分为南北两部分，南台梁，北卷棚。卷棚上设海棠轩顶，台梁雀替亦极致精美。

### 仪门和戏台
宁波府城隍庙的仪门为重檐硬山顶建筑，楼顶设有坡顶、券棚和楼平三种形式。戏台与仪门相连，建筑巍峨，大量采用朱金木雕工艺，装饰华丽，为城隍庙建筑的精华。戏台为歇山顶单檐戗角式建筑，通高约十米，台上净空约五米，面积40余平方米。戏台藻井为圆形，与方形的戏台形成“天圆地方”的格局。藻井结构为螺旋型穹窿井，又名“鸡笼顶”。下有二十八只飞凤，上方由四百八十只贴金如意云头和四百八十块贴金缕花垫板组成二十道螺旋线，聚集到中心一面五十公分的铜镜。藻井不仅形制精美，且能够造成余音绕梁的效果，被誉为“巧夺天工，浙江一绝”。戏台前方设有龙凤戏珠透雕，左右设有双龙抢珠透雕，左右曲栏设有十二块团龙吉子，均为朱金木雕，雕刻细致精美。

### 大殿

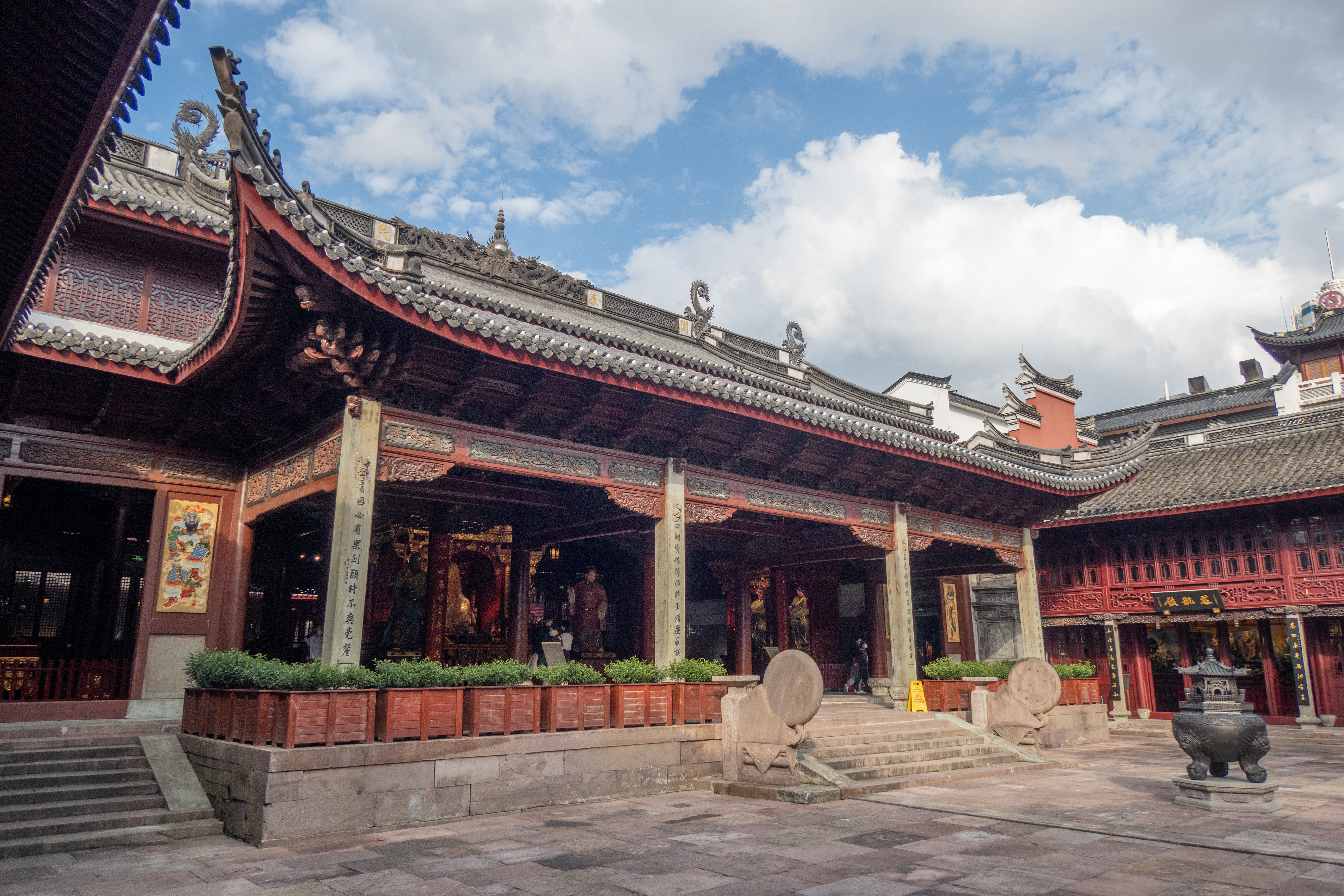
宁波府城隍庙大殿正面

宁波府城隍庙的大殿为建筑中规模最大的部分，亦为祭祀城隍的场所。正殿为重檐硬山项，前设券蓬，这种形制称为“一券一殿勾连搭”。大殿高十五米，东西宽二十四米，南北深二十一米。大殿正脊前书“国泰民安”，后书“风调雨顺”，中间设有宝瓶，两侧设四条卷尾龙。屋面陡峭，组成瓦脊的筒瓦由本钉固定在椽木上，钉头设油灰，上覆瓷酒杯。这样的固定共有三排，兼顾工艺与艺术。殿中由八根粗达1.2米的南洋藻木作为朱漆金柱，牛腿、雀替等构建均使用朱金木雕工艺制成。大殿正上方悬有“泽沛梓乡”匾额，右有“圣协时中”匾，左有“圣神天纵”匾，原为宁波文庙复刻曲阜孔庙匾，后于1983年由天一阁博物馆移交郡庙使用。

## 商业

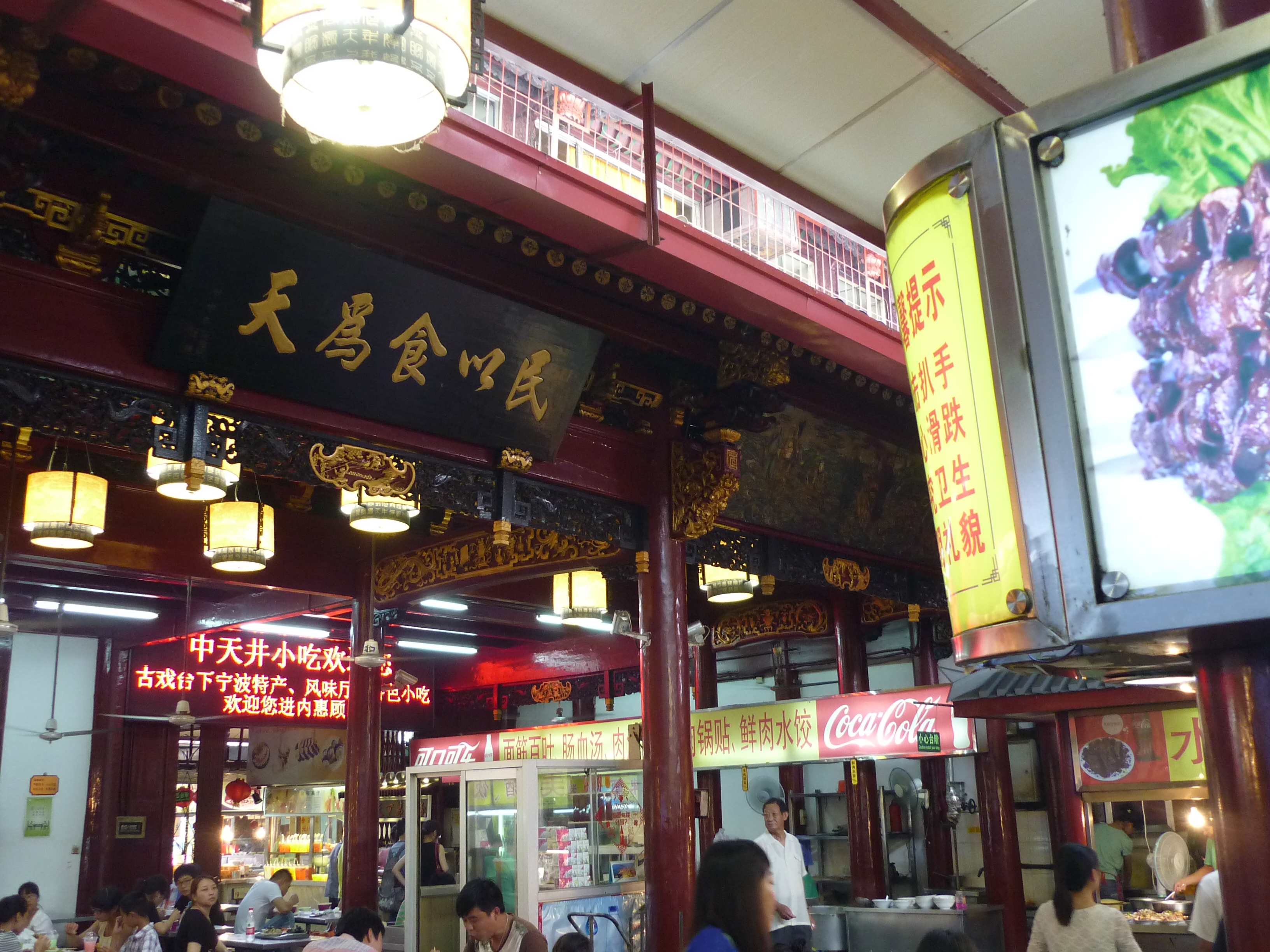
2013年拍摄的宁波府城隍庙内小吃店

### 餐饮
郡庙小吃的历史已不可考，但二十世纪二三十年代已经非常兴盛。宁波汤圆、牛肉面、混沌、大汤面结、酒酿园子、缸豆沙淡餽等小吃是当时宁波人的一大消遣。1984年城隍庙商场开门营业，小吃重新繁荣，成为宁波当时规模最大的美食城。此后，在上海城隍庙饮食公司等机构的帮助下，宁波府城隍庙小吃引进海派小吃和海派广式点心，形式得以丰富。20世纪90年代，上海城隍庙、宁波城隍庙和南京夫子庙曾举行被称为“三庙联动”的小吃汇展，并吸引无锡崇安寺加盟，成为“三庙一寺联动”。进入二十一世纪，尽管宁波小吃已经遍布各地，但城隍庙仍然占有优势。2013年8月，宁波府城隍庙中的小吃城被关闭，并计划迁移到周边区块中。

### 娱乐
郡庙曾是宁波规模最大的公共场所。旧时工商各业行会时常在郡庙举行各式演出，常年不停。民国初年，京、昆、徽班、乱弹、甬昆、的笃班等戏曲流派以及盖叫天、七龄童等戏曲名角都曾在郡庙登台演出。1920年，宁波政府停止公祀城隍，郡庙的戏曲演出逐渐减少，但小热昏、耍猴、说书、看西洋镜、测字看相等民间游艺。20世纪80年代初，城隍庙商场也曾设置游艺场，安设哈哈镜、电子游戏机等游艺设施，但最终未成气候。

### 周边业态

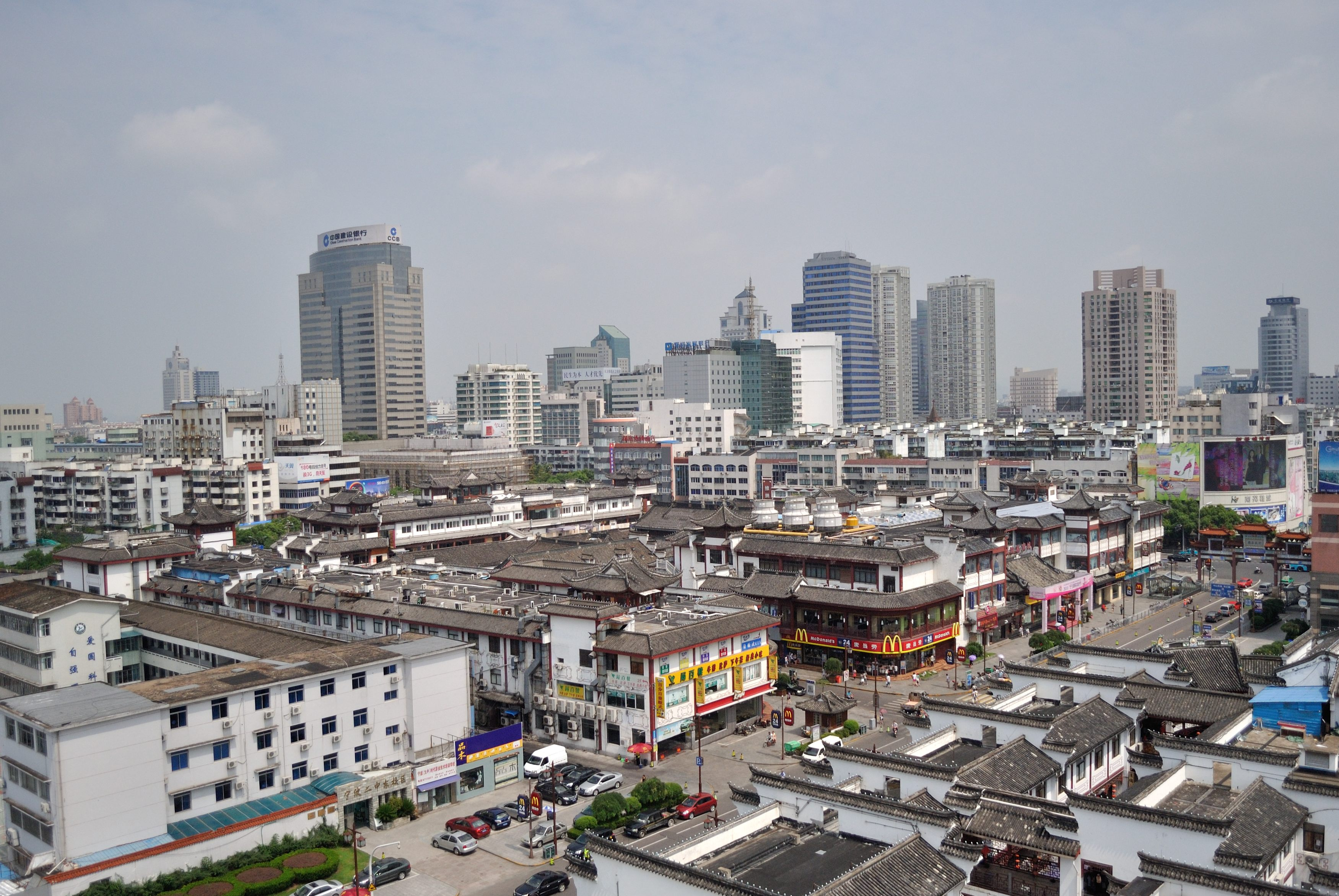
宁波府城隍庙附近的商业街，摄于天封塔

宁波府城隍庙曾为郡庙前街带来了商业的繁华，也带动了周边的繁荣。1995年，占地面积2万平方米的新城隍庙商场开业。此后，城隍庙美食城、城隍庙商业步行街相继开业，城隍庙附近形成了以城隍庙为中心，兼具购物、美食、娱乐功能，占地10万平方米的商业街区并与宁波传统的三江口商圈相连，成为具有宁波传统特色的商业街区。

## 现状
城隍庙一带长期是宁波重要的商业场所，人气兴旺。但进入21世纪，城隍庙亦暴露了一系列的问题。一方面，人流混杂导致交通秩序混乱。另一方面，假冒伪劣、无证经营乃至强买强卖都曾一度不同程度地存在。宁波轨道交通2号线城隍庙站的建设也较大地影响了街区环境。在2012年度宁波市级特色商业街区考核中，城隍庙商业街被列入暂时保留称号、有待整改的名单中。2013年，城隍庙小吃被迁移到庙宇周边地区，而庙宇则改建为城隍文化展示建筑。